# Molika-Liko Community
Molika-Liko Community är en gemenskap i Lesotho.   Den ligger i distriktet Mokhotlong, i den nordöstra delen av landet, 150 km öster om huvudstaden Maseru.